# Elena Dahl
Elena Pavlovna Dahl, ogift Kornilova, född 10 februari 1947 i Leningrad, är en svensk författare och översättare. 
Elena Dahl studerade nordiska språk vid Leningrads universitet 1965–1968. Hon kom till Sverige 1968, studerade humanistiska ämnen, bland annat litteraturvetenskap, och utbildade sig till bibliotekarie. Hon försvarade en doktorsavhandling om Boris Pasternak 1978 vid Göteborgs universitet. 
Hon frilansar i Tidningen Kulturen och Opulens, samt publicerar översättningar av svensk poesi i Emigrantskaja Lira (Belgien), Novyj Svet (Kanada), LiteraRus (Finland). Elena Dahl har bl a översatt till ryska Skogekär Bergbo, Samuel Columbus, Israel Holmström, Anna Maria Lenngren, Erik Johan Stagnelius, Johan Ludvig Runeberg, Verner von Heidenstam, Gustaf Fröding, Oscar Levertin, August Strindberg, Erik Axel Karlfeldt, Edit Södergran. Medlem i Sveriges Författar- och översättarförbund.
Hon gifte sig 1968 med Östen Dahl.